# Charles McKee
Charles „Charlie” McKee  (ur. 14 marca 1962 w Seattle) – amerykański żeglarz sportowy. Dwukrotny medalista olimpijski.
Brał udział w dwóch igrzyskach na przestrzeni 12 lat (IO 88, IO 00), na obu zdobywał brązowe medale. W 1988 wspólnie z Johnem Shaddenem był trzeci w klasie 470. W tym samym roku zdobyli również brąz na mistrzostwach świata. W 2000 ponownie zajął trzecie miejsce, tym razem w klasie 49er. Partnerował mu starszy brat Jonathan. W 2001 zdobyli w tej klasie złoto mistrzostw globu. Wcześniej, w 1997, zdobyli srebro światowego czempionatu.